# Cixius australis
Cixius australis är en insektsart som beskrevs av Walker 1851. Cixius australis ingår i släktet Cixius och familjen kilstritar. Inga underarter finns listade i Catalogue of Life.